# John de Newbery
John de Newbery (fl. 1350s - 1360s) foi cónego de Windsor de 1353 a 1355.

## Carreira
Ele foi nomeado:
- Tesoureiro da Casa da Rainha Isabel
- Guardião do guarda-roupa doméstico do rei 1359-1361

Ele foi nomeado para a décima bancada na Capela de São Jorge, Castelo de Windsor em 1353 e ocupou a canonaria até 1355.